# Vernon (métro de Los Angeles)
Pour les articles homonymes, voir Vernon.
Vernon est une station du métro de Los Angeles desservie par les rames de la ligne A et située dans South Los Angeles.

## Localisation
Station du métro de Los Angeles située en surface, Vernon est située sur la ligne A. Elle est également située à l'intersection de Long Beach Avenue et de Vernon Avenue dans South Los Angeles.

## Histoire
Vernon a été mise en service le 14 juillet 1990.

## Service

### Accueil

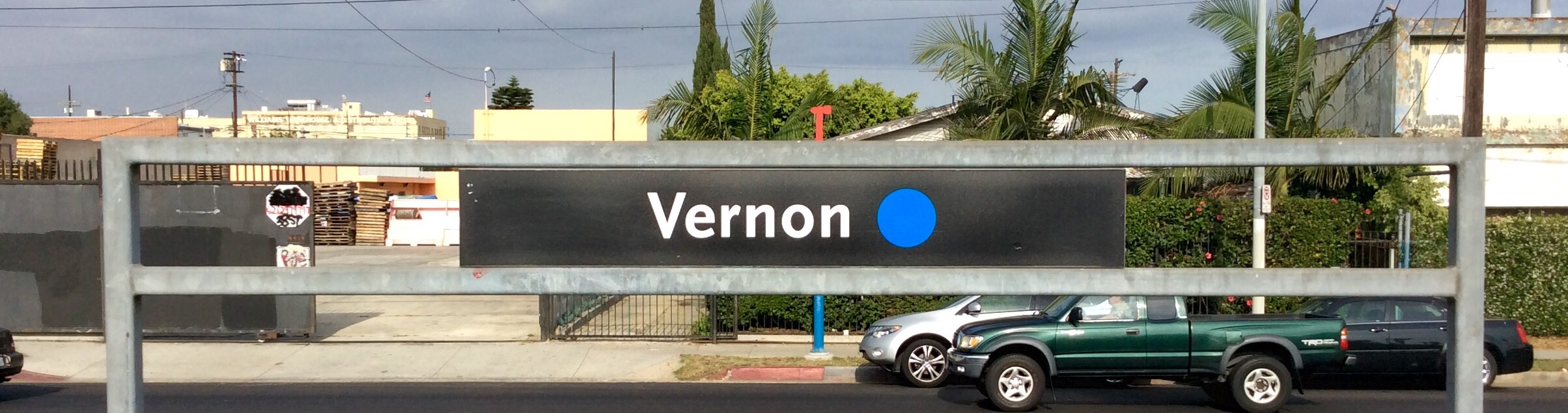
Signalétique.
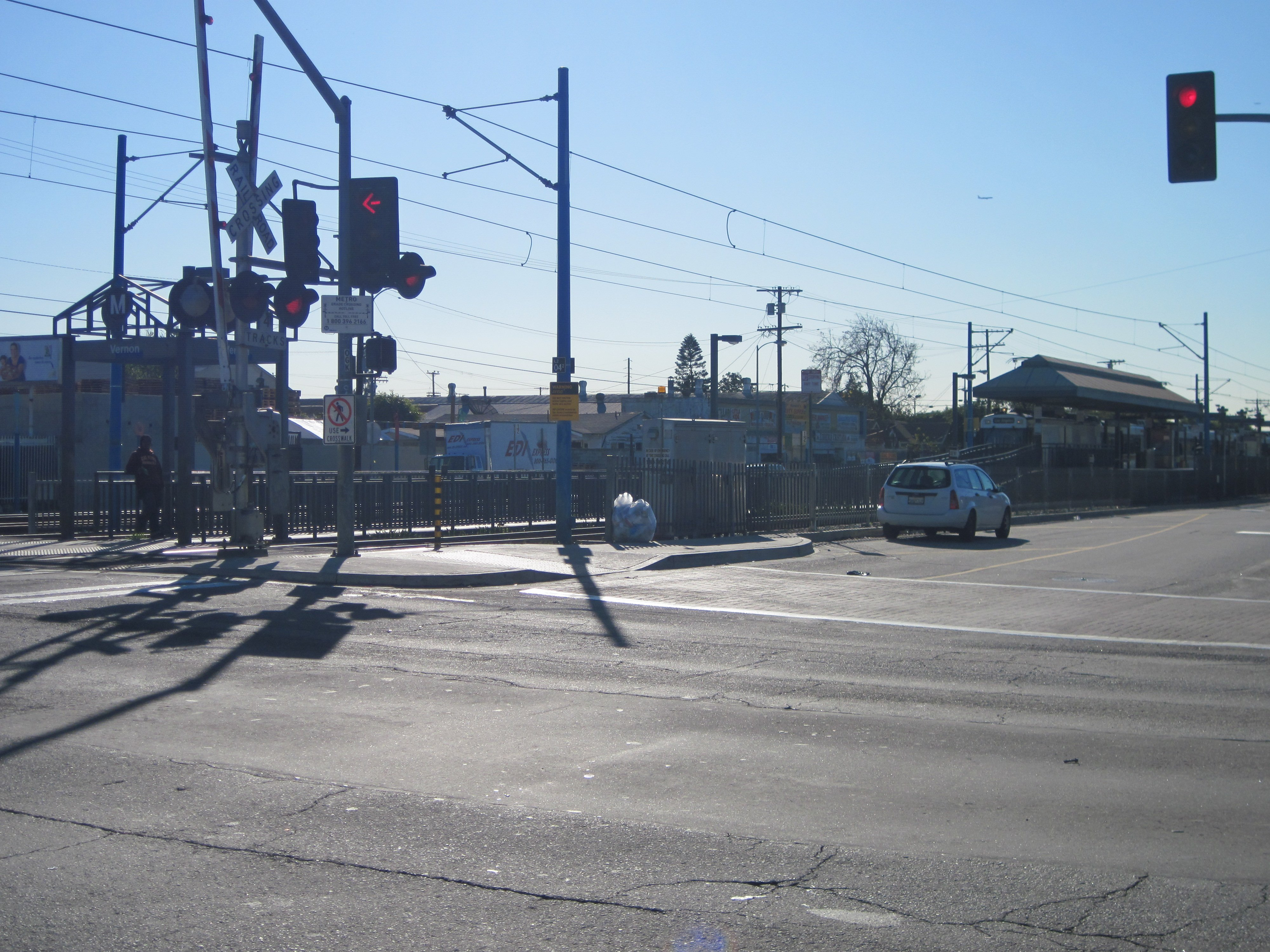
Vue de la station.

### Desserte
Vernon est desservie par les rames de la ligne A du métro.

### Intermodalité
La station est desservie par les lignes d'autobus 105, 611 et 705 de Metro.